# Responsabilité internationale
Le terme  responsabilité est utilisé par les juristes pour "décrire l'idée qu'une entité donnée peut être blâmée pour son comportement indésirable" .   
La responsabilité internationale de l'Etat résulte d'un manquement au droit international, résultant soit d'une omission, abstention ou action. Elle est à distinguer de la responsabilité de protéger ou de la responsabilité sociétale des entreprises.  
Initialement développée autour des États, elle s’est élargie aux organisations internationales, et la question d’une responsabilité internationale vis-à-vis ou des personnes physiques et morales se pose maintenant. 

## Responsabilité de l’État
Quand et comment un Etat doit-il être tenu responsable de la violation d'une obligation internationale ? 
Plutôt que d'identifier des obligations particulières, les règles gouvernant la responsabilité internationale des Etats s'attachent à identifier les conditions de la violation d'une obligation ainsi que ses conséquences. On distingue donc des obligations "secondaires" qui énoncent les principaux éléments de la responsabilité et leurs conséquences, découlant de la violation d'obligation "primaires" ou obligations substantives de droit international, comme le respect des règles de recours à la force armée. 
Cela permet d'étudier la responsabilité de l'Etat indépendamment des obligations primaires. Ces règles secondaires établissent : d'une part les règles relatives aux conditions auxquelles un acte peut être qualifié de violation d'une obligation internationale et d'autre part, les circonstances dans lesquelles des actes individuels (commis par des représentants de l'Etat, des personnes privées ou autres) peuvent être attribués aux Etats. Elles énumèrent également les causes d'exonération de responsabilité ainsi que les conséquences de cette responsabilité.

### Histoire
Le fondement de la responsabilité des Etats se trouve dans un arrêt de la Cour Permanente de Justice Internationale, en 1928, l'affaire relative à l'usine de Chorzow  où l'éventualité d'être tenus responsables de leurs actes a été établi comme le prix à payer par les États pour participer à la communauté internationale.
Traditionnellement, le terme de Responsabilité des États s'entend pour la responsabilité des États vis-à-vis des étrangers. Il comprend non seulement les règles "secondaires" comme l'attribution et les conséquences juridiques, mais aussi des droits et obligations primaires des États, comme, par exemple, les règles relatives à la protection diplomatique. 
Les premiers efforts de la Société des Nations (entre autres) de codifier les règles de la "responsabilité de l'État" reflétaient cet accent traditionnel mis sur la responsabilité pour les préjudices causés aux étrangers . La Conférence de codification de la Société des Nations de 1930 à La Haye n'a pu parvenir à un accord que sur des questions "secondaires" telles que l'imputation, et non sur des règles substantielles concernant le traitement des étrangers et de leurs biens.
Après la Deuxième Guerre mondiale, est revenue l'idée de codifier les règles coutumières internationales dans une convention sur la responsabilité de l'État. Plus facile à dire qu'à faire. Le droit de la responsabilité internationale des États s'est heurté à des écueils politiques, conceptuels et philosophiques.
C'est la raison pour laquelle il a fallu à la Commission du Droit International près de quatre décennies pour s'accorder sur un certain nombre d'articles relatifs au droit de la responsabilité des États. Le 12 décembre 2001, la résolution 56/3 de l'Assemblée générale des Nations unies a adopté sans vote le "Projet d'Articles sur la Responsabilité de l'État pour Faits Internationalement Illicites" sans lui conférer de nature juridique précise .
À ce moment, l'importance du droit international coutumier dans des matières comme la détention ou les abus vis-à-vis à des étrangers ou leur droit à un procès équitable a décru, en raison du développement du Droit international des Droits de l'homme, qui s'applique aux individus, qu'ils soient étrangers ou nationaux des États. Le concept d'un régime général de responsabilité internationale, dont est issu le Droit international de la responsabilité des États, emprunte pour beaucoup aux systèmes civilistes et s'avère étranger à la tradition de la common law.

### Le Projet d'Articles sur la Responsabilité de l'Etat pour Faits Internationalement Illicites (PAREFII)
Le rapporteur du projet, James Crawford, un universitaire australien nommé en 1996, indique que ces règles sont "rigoureusement générales", incluant tous les types d'obligations internationales.

#### Les Faits Internationalement Illicites
L'article 1 du PAREFII prévoit que "Tout fait internationalement illicite d'un État engage sa responsabilité internationale".
Aux termes de l'article 2 du PAREFII, il y a fait internationalement illicite lorsqu'un comportement consistant en une action ou une omission  :
- est attribuable à l'Etat en vertu du droit international; et
- constitue une violation des obligations internationales de l'Etat [6].

L'existence d'un dommage n'est pas une condition et n'aura d'incidence que pour la détermination d'un obligation de réparer et/ou ses modalités.

#### Attribution
Avant qu'un État puisse être tenu responsable de son action, il est nécessaire de démontrer un lien de causalité entre la violation d'une obligation internationale, "quelle qu'e, soit sa source" et un acte officiel ou une omission attribuable à l'État. 
La question de l'attribution des actes d'un individu ou d'une entité non-étatique à un Etat est devenue une question contemporaine de plus en plus importante, alors que des acteurs non étatiques tels qu'Al-Qaïda, des sociétés multinationales et des organisations non gouvernementales jouent des rôles internationaux plus importants, et que les gouvernements privatisent certaines fonctions traditionnelles.
L'État est responsable de toutes les actions de ses agents et organes, même si l'organe ou l'agent est formellement indépendant et même s'il agit ultra vires (en excès de pouvoir). L'idée sous-jacente est que l'Etat doit contrôler ses officiels. En conséquence, un acte de torture effectué par un policier lors d'un interrogatoire en contravention de ses obligations légales engagera néanmoins la responsabilité de l'Etat qui l'emploie. 
Comme on ne peut pas non plus attendre de l'Etat qu'il contrôle ses employés en permanence, les actions des individus en dehors de leurs attributions n'engagera pas la responsabilité de leur employeur : un officier de police qui se rendrait coupable d'extorsions de fond sur des touristes étrangers, sans jamais se prévaloir de sa qualité de policier et opérant durant son temps libre n'engagera pas la responsabilité de l'Etat qui l'emploie.
Les actes d'individus ou d'entités non identifiées comme organes de l'État peuvent tout de même être imputables à ce dernier, lorsqu'elles sont par ailleurs habilitées à exercer des éléments de l'autorité gouvernementale et agissent en cette capacité dans le cas particulier.
Les actes de personnes ou entités n'exerçant pas de fonctions publiques peuvent également être imputable à l'Etats, si elles ont en fait agi sous la direction ou le contrôle de l'État.  En cas d'effondrement de l'autorité gouvernementale normale et de contrôle, comme dans les "États défaillants", les actions de ceux agissant comme "gouvernement" de facto seront des actes de l'État. Les actes d'un "mouvement insurrectionnel ou autre qui devient le nouveau gouvernement d'un État existant ou parvient à établir un nouvel État" peuvent également être attribués à l'État. C'est également le cas lorsqu'un État reconnaît et adopte la conduite de personnes privées comme la sienne.
Malgré leur apparente clarté, les normes énoncées par PAREFII peuvent se révéler ambiguës et leur application nécessitera souvent l'action conjointe de la doctrine et de la jurisprudence pour éclaircir les zones d'ombre résiduelles. La plupart des règles de responsabilité impliquant des actes privés découlent déjà de règles primaires. Par exemple, les accords sur l'environnement et les droits de l'homme obligent les États à prévenir les abus commis par des personnes privés.

#### Violation
La deuxième condition pour qu'un acte soit considéré comme internationalement illicite de la part de l'État est que le comportement imputable à cet État constitue une violation par celui-ci d'une obligation internationale qui lui incombe. L'expression « violation par l'État d'une obligation internationale qui lui incombe » est bien établie et s'applique aux obligations tant conventionnelles que non conventionnelles. Dans son jugement portant sur la compétence dans l'affaire relative à l'Usine de Chorzów, la Cour permanente de Justice internationale a utilisé l'expression « violation d'un engagement ». La Cour Internationale de Justice s'est explicitement référée à ces termes dans sont arrêt Réparation des dommages subis au service des Nations-Unies . Dans l’affaire du Rainbow Warrior, le tribunal arbitral a employé l’expression "toute violation par un État de toute obligation" .

#### Les causes d'exonération
Un Etat peut-il s'exonérer de sa responsabilité ? PAREFII reconnait les moyens de défense traditionnels comme la force majeure (article 23), la détresse (article 24), la nécessité (article 25) et les contre-mesures (articles 49-52), la légitime défense (article 21) et le consentement (article 20).

#### Conséquences de la violation
La violation d'une obligation internationale entraîne deux types de conséquences juridiques. 
1. Premièrement, cela crée de nouvelles obligations pour l'État , principalement des obligations de cessation et de non-répétition (article 30) ainsi qu'une obligation de réparation intégrale (article 31). L'article 33(1) caractérise ces obligations secondaires comme étant dues à d'autres États ou à la communauté internationale dans son ensemble. Les articles reconnaissent indirectement, dans une clause de sauvegarde, que des obligations secondaires peuvent être identifiée à la charge des Etats envers des acteurs non étatiques tels que des individus ou des organisations internationales.
2. Deuxièmement, les articles créent de nouveaux droits pour les États lésés, principalement le droit d'invoquer la responsabilité (articles 42 et 48) et un droit limité d'adopter des contre-mesures (articles 49-53). Cependant, ces droits sont centrés sur l'État. PARSII ne traitent pas de la manière dont la responsabilité de l'État doit être mise en œuvre si le détenteur du droit est un individu ou une organisation.
3. L'article 48, prévoit que certaines violations des obligations internationales peuvent affecter la communauté internationale dans son ensemble, de telle sorte que la responsabilité de l'État peut être invoquée par les États au nom de la communauté internationale plus large, ouvrant la voie à une nouvelle forme de responsabilité des Etats, une responsabilité erga omnes. Cette disposition s'inscrit dans l'arrêt rendu par la CIJ dans l'affaire Barcelona Traction selon laquelle certaines obligations sont dues erga omnes, envers la communauté internationale dans son ensemble [10].

#### Réparation
L'État a le devoir de cesser la violation de ses obligations internationales. 
L'État a également le devoir de réparer les conséquences de ses actions ou omission, ce qui peut impliquer la restitution, la compensation ou des excuses. 
Afin d'obtenir réparation, les Etats adresser  leur demande aux Tribunaux Internationaux compétents, comme la Cour internationale de Justice, l'Organisation mondiale du commerce, le Tribunal international du droit de la mer ou la Cour pénale internationale